# 디안드레 헌터

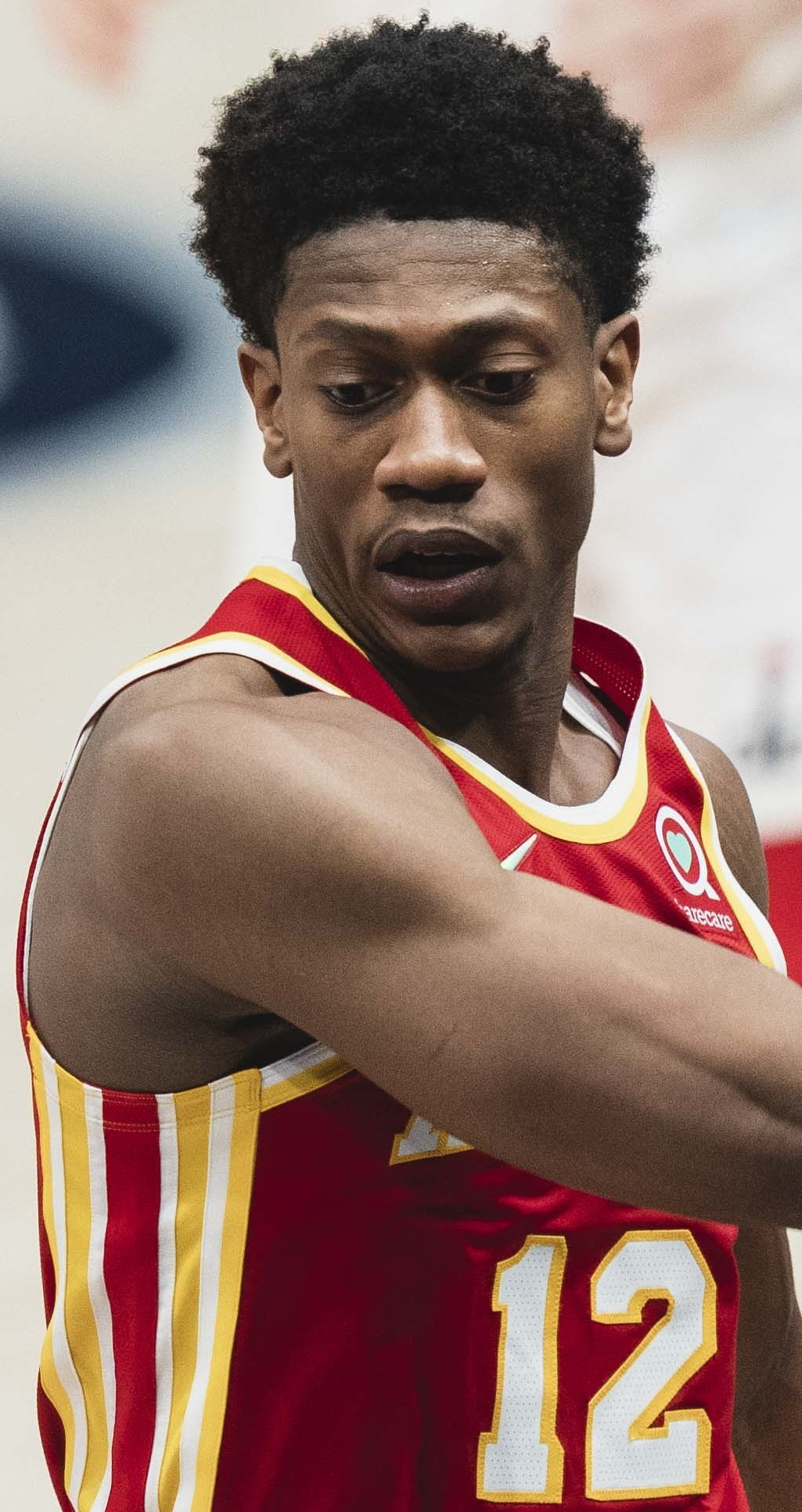

디안드레 헌터(De'Andre Hunter, 본명: 디안드레 제임스 헌터, De'Andre James Hunter, 1997년 12월 2일 ~ )는 전미 농구 협회(NBA) 애틀랜타 호크스의 미국 프로 농구 선수이다. 버지니아 캐벌리어스에서 대학 농구를 했으며 2019년 NABC 올해의 수비 선수로 선정되었다.

## 고등학교 경력
헌터는 필라델피아의 론크레스트에서 자랐으며 펜실베니아의 윈우드에 있는 프렌즈센트럴스쿨에 다녔다. 주니어 시절 경기당 평균 21.6 득점, 11.0 리바운드, 5.0 어시스트를 기록했으며 올해의 펜실베니아 클래스 AA 선수로 선정되었다. 2016년 4학년 때 헌터는 경기당 평균 23.5득점, 9.8리바운드, 3.0어시스트, 2.5블록을 기록했다. 헌터는 별 4개 신병으로 평가되었으며 2016년 고등학교 수업에서 전체 신병 72위, 최고의 스몰 포워드 14위에 선정되었다.
2015년 9월 12일 헌터는 NC 스테이트와 노틀담의 다른 제안 대신 UVA를 선택하여 버지니아에 전념했다.

## 프로 경력
- 애틀랜타 호크스 (2019~현재)